# Nagroda dziennikarska Parlamentu Europejskiego
Nagroda Dziennikarska Parlamentu Europejskiego – nagroda przyznawana przez Parlament Europejski, w konkursie otwartym dla wszystkich dziennikarzy, których praca przyczynia się do lepszego zrozumienia działalności instytucji europejskich. Nagroda jest wręczana w czterech kategoriach: dla dziennikarzy prasowych, radiowych, telewizyjnych i internetowych.

## Nagrodzeni
| Rok  | Prasa             | Internet             | Radio                     | Telewizja                     |
| ---- | ----------------- | -------------------- | ------------------------- | ----------------------------- |
| 2009 | Ines Possemeyer   | Bálint Szlankó       | Zbigniew Plesner          | Elke Sasse și Kristian Kähler |
| 2010 | Witold Szabłowski | James Clive-Matthews | Kajsa Norell și Nuri Kino | Zsolt Németh                  |